# Équipe des États-Unis féminine de water-polo
L'équipe nationale féminine américaine de water-polo est la sélection nationale représentant les États-Unis dans les compétitions internationales de water-polo réservées aux femmes. C'est à la fédération nationale, la USA Water Polo, que revient la gestion de cette équipe. L'équipe nationale des États-Unis est l'une des sélections les plus récompensées dans les compétitions internationales (Championnats du monde, Ligue mondiale, Coupe du monde et Jeux panaméricains). Triple tenante du titre olympique et médaillée à chaque Jeux depuis l'arrivée d'un tournoi féminin aux Jeux olympiques de Sydney en 2000, l'équipe américaine ne prend que la quatrième place en 2024. 

## Performances dans les compétitions internationales

### Jeux olympiques
- 2000 :  Médaille d'argent
- 2004 :  Médaille de bronze
- 2008 :  Médaille d'argent
- 2012 :  Médaille d'or
- 2016 :  Médaille d'or
- 2020 :  Médaille d'or
- 2024 : 4e place

### Championnats du monde
- 1986 :  Médaille de bronze
- 1991 :  Médaille de bronze
- 1994 : 4e place
- 1998 : 8e place
- 2001 : 4e place
- 2003 :  Médaille d'or
- 2005 :  Médaille d'argent
- 2007 :  Médaille d'or
- 2011 : 6e place
- 2013 : 5e place
- 2015 :  Médaille d'or
- 2017 :  Médaille d'or
- 2019 :  Médaille d'or

### Ligue mondiale
- 2004 :  Médaille d'or
- 2005 : 5e place
- 2006 :  Médaille d'or
- 2007 :  Médaille d'or
- 2008 :  Médaille d'argent
- 2009 :  Médaille d'or
- 2010 :  Médaille d'or
- 2011 :  Médaille d'or
- 2012 :  Médaille d'or
- 2013 :  Médaille de bronze
- 2014 :  Médaille d'or
- 2015 :  Médaille d'or
- 2016 :  Médaille d'or
- 2017 :  Médaille d'or
- 2018 :  Médaille d'or
- 2019 :  Médaille d'or
- 2021 :  Médaille d'or

### Coupe du monde
- 1979 :  Médaille d'or
- 1980 :  Médaille d'argent
- 1981 : 4e place
- 1983 :  Médaille d'argent
- 1984 :  Médaille d'argent
- 1988 : 4e place
- 1989 :  Médaille d'argent
- 1991 :  Médaille de bronze
- 1993 : 5e place
- 1995 : 6e place
- 1997 : 7e place
- 1999 : 6e place
- 2002 :  Médaille d'argent
- 2006 : 4e place
- 2010 :  Médaille d'or
- 2014 :  Médaille d'or
- 2018 :  Médaille d'or

### Jeux panaméricains
- 1999 :  Médaille d'argent
- 2003 :  Médaille d'or
- 2007 :  Médaille d'or
- 2011 :  Médaille d'or
- 2015 :  Médaille d'or
- 2019 :  Médaille d'or